# Hans Westerhof
Johannes Antonius Wilhemus Westerhof, meglio noto come Hans Westerhof (Terborg, 24 novembre 1948), è un allenatore di calcio, dirigente sportivo ed ex calciatore olandese, di ruolo centrocampista.

## Palmarès

### Allenatore

#### Competizioni nazionali
- Supercoppa dei Paesi Bassi: 1

PSV: 1992